# Talar białoruski
Talar białoruski (biał. Беларускі талер) – nazwa białoruskiej waluty państwowej proponowana przez niektórych działaczy społecznych i politycznych na Białorusi na początku lat 90. XX wieku; według niektórych źródeł jej wprowadzenie realnie planowano przed dojściem do władzy Alaksandra Łukaszenki.
Nazwa „talar” wywodzi się od nazwy monety używanej w Wielkim Księstwie Litewskim – talara (joahimsthalera). Dzieli się na grosze lub szelągi.
Obecnie w prasie powiązanej ze środowiskami opozycyjnymi istnieje ogromna liczba legend, jakoby decyzja o wprowadzeniu białoruskiego talara została podjęta, zaś banknoty wydrukowane i sprowadzone na Białoruś. Cechą charakterystyczną tych publikacji jest brak potwierdzenia ich u przedstawicieli administracji państwowej (zarówno ówczesnych, jak i obecnych) oraz brak innych niezależnych źródeł.
Zgodnie z tymi publikacjami istnieją dwa komplety wzorów białoruskiego talara: jeden z nich przechowywany jest w archiwum Narodowego Banku Republiki Białorusi, drugi zaś należy do Zianona Paźniaka, opozycyjnego działacza. Banknoty utrzymane były w odcieniach bieli i czerwieni (w nawiązaniu do używanej w tym czasie flagi Białorusi) oraz zawierały elementy białoruskiej średniowiecznej stylistyki i wzornictwa nowoczesnego. Na banknotach o nominale od 1, 2, 5 do 1000 namalowani byli białoruscy działacze kultury i polityki: Maksim Bahdanowicz, bracia Anton i Iwan Łuckiewiczowie, Konstanty Kalinowski, Franciszek Skaryna, Lew Sapieha, Konstanty Ostrogski, Rogwołod i Rogneda. Na odwrocie znajdowały się wizerunki o tematyce historycznej. Publikacje podają dalej, że w marcu 1993 fragment terenu wojskowej bazy lotniczej w Moczuliszczach został wynajęty Narodowemu Bankowi Białorusi na skład pieniędzy. W niej właśnie zdecydowano tymczasowo zgromadzić planowaną nową walutę Białorusi.
Informacje te są jednak wysoce wątpliwe. Stanisłau Bahdankiewicz, będący w latach 1991-1995 przewodniczącym zarządu Narodowego Banku Białorusi, odrzuca wszelkie podobne stwierdzenia. Według jego słów, kwestia wprowadzenia białoruskiej waluty rozpatrywana była przez prezydium Rady Najwyższej Białorusi XII. kadencji, przy czym nazwę „talar” poparła tylko jedna osoba - Nił Hilewicz, natomiast przyjęto, aby walucie nadać nazwę „rubel białoruski”. Decyzja ta została później zaakceptowana przez Radę Najwyższą.
Bahdankiewicz zapewnił, że „białoruski talar” nigdy nie był drukowany i wszelkie podobne historie są niczym więcej jak legendą. Jednakże w 1994 r. w Monachium wydrukowane zostały nowe banknoty białoruskich rubli, które jednak nigdy nie zostały wprowadzone do obiegu. Część nakładu została dostarczona na Białoruś, a Narodowy Bank Republiki Białorusi rozesłał go do swoich oddziałów obwodowych. Wprowadzenie nowych banknotów planowane było po spadku inflacji, ale w związku ze zmianą symboli państwowych stały się one bezużyteczne. Prawdopodobnie część dziennikarzy uważa właśnie te banknoty za „wydrukowane białoruskie talary”.
Także Wiaczasłau Kiebicz, ówczesny premier Białorusi, nie potwierdza historii o jakichkolwiek oficjalnych próbach wprowadzenia białoruskiego talara lub też o jego drukowaniu za granicą
Obecnie nie istnieje żaden rysunek lub fotografia hipotetycznych banknotów. W jednym z numerów gazety „Nasza Niwa” z 1998 r. przedstawiono ich szkic wykonany przez artystę L. Bartłowego. Była to jednak prawdopodobnie rekonstrukcja lub fantazja twórcy.
Niektóre opozycyjne partie polityczne na Białorusi, takie jak Zjednoczona Partia Obywatelska czy Partia BNF, nadal deklarują wolę wprowadzenia talara jako waluty państwowej Białorusi.